# Гостински окръг
Гостински окръг (на полски: Powiat gostyński) е окръг в Централна Полша, Великополско войводство. Заема площ от 810,25 км2. Административен център е град Гостин.

## География
Окръгът се намира в историческия регион Великополша. Разположен е в южната част на войводството.

## Население
Населението на окръга възлиза на 76 211 души (2012 г.). Гъстотата е 94 души/км2.

## Административно деление
Административно окръгът е разделен на 7 общини.
Градско-селски общини:
- Община Борек Великополски
- Община Гостин
- Община Кробя
- Община Погожеля
- Община Понец

Селски общини:
- Община Пемпово
- Община Пяски

## Фотогалерия
- Борек Великополски
- Гостин
- Кробя
- Погожеля
- Понец